# Francisco García Hernández
Francisco García Hernández (Madrid, Comunidad de Madrid, España, 8 de julio de 1954) es un exfutbolista y exentrenador español. 

## Carrera como futbolista
Jugó de centrocampista. Se formó en la cantera del Real Madrid. Las temporadas 1974/75 y 1975/76 jugó cedido en el Deportivo Guadalajara. Posteriormente jugó en el Castilla. En el primer equipo blanco jugó durante 5 temporadas, siendo subcampeón de Europa en el año 1981 con el  Madrid de los García. Posteriormente jugó cinco temporadas para CD Castellón y una más en la UD Alzira, todas ellas en Segunda división.

## Carrera como entrenador
García Hernández alternó sus dos estancias en el Castellón (1992 y 1994/95) con la más habitual presencia en el organigrama del Real Madrid, donde ha sido ojeador, entrenador de categorías inferiores, del Castilla y segundo del primer equipo en un período que abarca desde principios de los 90 a mitades de la primera década del siglo XXI.

## Palmarés con el Real Madrid
- 2 Ligas: 1979, 1980.
- 2 Copas del Rey: 1980, 1982.
- Subcampeón de Europa año 1981.